# Ashes of the Wake
Ashes of the Wake ist das vierte Studioalbum der US-amerikanischen Metalband Lamb of God. Er erschien am 27. September 2004 via Epic Records. Mit diesem Album gelang der Band erstmals der Sprung in die Charts und belegte Platz 27 der US-amerikanischen Albumcharts. Das Album wurde in den USA und Kanada jeweils mit einer Goldenen Schallplatte ausgezeichnet.

## Entstehung
Im Frühjahr 2004 begann die Band mit dem Songwriting für das neue Album und nahmen ein selbstproduziertes und -finanziertes Demo auf. Kurze Zeit später verließ die Band ihr bisheriges Plattenlabel Prosthetic Records und unterschrieben beim Major-Label Epic Records. Als Produzenten wählten Lamb of God „Machine“, der zuvor mit Bands wie White Zombie oder Pitchshifter gearbeitet hat.

„Wir sind ständig darum bemüht, zu anderen Bands etwas Distanz zu halten, und wir dachten uns, dass ein Produzent, der nicht strikt im Metal arbeitet, ein paar frische Ideen bringen würde. Und genau das ist passiert.“

Das Schlagzeug wurde in der Water Music Studios in Hoboken, der Rest im Sound of Music-Studio in Richmond aufgenommen. Als Gastmusiker traten der ehemalige Megadeth-Gitarrist Chris Poland und der damals ehemalige Testament-Gitarrist Alex Skolnick auf. Beide steuerten für das Titellied je ein Gitarrensolo bei. Musikvideos wurden für die Lieder „Laid to Rest“ and „Now You’ve Got Something to Die For“ gedreht. Die japanische Version des Albums enthält als Bonus das Lied „An Extra Nail for Your Coffin“.

## Hintergrund
Die Texte des Albums sind im Gegensatz zu den Vorgängeralben von politischer Natur und befassen sich unter anderem mit dem Irakkrieg. Dabei stellt die Band die Notwendigkeit des Konfliktes in Frage.

„„Wir haben diese reichen, weißen Männer in Anzügen die mit den Leben von 18jährigen Risiko spielen, die da drüben [Irak] sterben. Es sieht so aus, als würden wir unserem eigenen Untergang näherkommen.““

Das Titellied enthält Auszüge aus einem Interview des ehemaligen US-Soldaten Jimmy Massey, in dem Massey über seine Erlebnisse im Irakkrieg berichtet. „Omertà“ befasst sich mit der gleichnamigen Pflicht von Mafiamitgliedern, über die Mitglieder und Machenschaften der Organisation zu schweigen.

## Rezeption

### Rezensionen
Ashes of the Wake wurde von der Fachpresse mit positiven Kritiken bedacht. Das Onlinemagazin Ultimate Guitar bewertete Ashes of the Wake mit 9,1 von zehn Punkten. Der Rezensent bezeichnete das Werk als „hervorragendes Album, welches sich dem Werken von Pantera messen kann“ und lobte die „beeindruckende Gitarrenarbeit“ und das „delikate Schlagzeugspiel“. Adrien Bergrand vom Onlinemagazin popmatters beschrieb Ashes of the Wake als „großen Durchbruch, den der amerikanische Metal gebracht hat“.
Hingegen kritisierte Matthias Weckmann vom Metal Hammer, dass „nicht alle Riffs zünden, weil sich die Band zu oft und zu lange im Mid-Tempo-Bereich aufhalten“ und vergab fünf von sieben Punkten. Negativ wurde das Album vom Onlinemagazin Sputnikmusic bewertet, die die Ähnlichkeit der Lieder kritisiert und den Musikern vorwirft, ihr Talent nicht zu nutzen.

### Chartplatzierungen
| ChartsChartplatzierungen       | Höchstplatzierung | Wochen |
| ------------------------------ | ----------------- | ------ |
| Vereinigte Staaten (Billboard) | 27 (5 Wo.)        | 5      |

In der ersten Woche nach der Veröffentlichung verkaufte sich das Album 35.324 Mal. Bis zur Veröffentlichung des Nachfolgealbums Sacrament im August 2006 wurden von Ashes of the Wake in den USA über 260.000 Einheiten abgesetzt.

### Auszeichnungen für Musikverkäufe
| Land/Region                  | Auszeichnungen für Musikverkäufe (Land/Region, Auszeichnung, Verkäufe) | Verkäufe |
| ---------------------------- | ---------------------------------------------------------------------- | -------- |
| Kanada (MC)                  | Gold                                                                   | 50.000   |
| Vereinigte Staaten (RIAA)    | Gold                                                                   | 500.000  |
| Vereinigtes Königreich (BPI) | Silber                                                                 | 60.000   |

## Wiederveröffentlichung
Anlässlich des 15-jährigen Jubiläums des Albums wird am 3. Mai 2019 eine Jubiläumsedition des Albums veröffentlicht. Die Neuauflage wird als Doppel-LP mit vier Bonustiteln veröffentlicht. Neben der B-Seite Another Nail for Your Coffin enthält die Wiederveröffentlichung Demoversionen der Lieder Laid to Rest, Ashes of the Wake und Remorse Is for the Dead.